# Collegio uninominale Veneto 1 - 02 (2020)
Il collegio elettorale uninominale Veneto 1 - 02 è un collegio elettorale uninominale della Repubblica Italiana per l'elezione della Camera dei deputati.

## Territorio
Come previsto dalla legge n. 51 del 27 maggio 2019, il collegio è stato definito tramite decreto legislativo all'interno della circoscrizione Veneto 1.
È formato dal territorio di 27 comuni della città metropolitana di Venezia: Campagna Lupia, Campolongo Maggiore, Camponogara, Cavarzere, Chioggia, Cona, Dolo, Fiesso d'Artico, Fossalta di Piave, Fossò, Marcon, Martellago, Meolo, Mira, Mirano, Musile di Piave, Noale, Noventa di Piave, Pianiga, Quarto d'Altino, Salzano, San Donà di Piave, Santa Maria di Sala, Scorzè, Spinea, Stra e Vigonovo e il comune di Mogliano Veneto in provincia di Treviso.
Il collegio è parte del collegio plurinominale Veneto 1 - 01.

## Eletti
| Elezione | Elezione | Deputato          | Partito |
| -------- | -------- | ----------------- | ------- |
|          | 2022     | Giorgia Andreuzza | Lega    |

## Dati elettorali

### XIX legislatura
Come previsto dalla legge elettorale, 147 deputati sono eletti con sistema a maggioranza relativa in altrettanti collegi uninominali a turno unico.
| Candidati                                 | Candidati                   | Voti    | %     | Liste                                 | Voti    | %     |
| ----------------------------------------- | --------------------------- | ------- | ----- | ------------------------------------- | ------- | ----- |
|                                           | Giorgia Andreuzza ✔️ Eletto | 126 774 | 53,48 | Fratelli d'Italia                     | 72 361  | 30,53 |
| Lega per Salvini Premier                  | Giorgia Andreuzza ✔️ Eletto | 126 774 | 53,48 | 32 538                                | 13,73   |       |
| Forza Italia                              | Giorgia Andreuzza ✔️ Eletto | 126 774 | 53,48 | 14 756                                | 6,23    |       |
| Noi moderati/Lupi - Toti - Brugnaro - UDC | Giorgia Andreuzza ✔️ Eletto | 126 774 | 53,48 | 7 119                                 | 3,00    |       |
|                                           | Francesca Bressanin         | 59 233  | 24,99 | Partito Democratico-IDP               | 42 625  | 17,98 |
| Alleanza Verdi e Sinistra                 | Francesca Bressanin         | 59 233  | 24,99 | 8 269                                 | 3,49    |       |
| +Europa                                   | Francesca Bressanin         | 59 233  | 24,99 | 7 373                                 | 3,11    |       |
| Impegno Civico - Centro Democratico       | Francesca Bressanin         | 59 233  | 24,99 | 946                                   | 0,40    |       |
|                                           | Federico Resler             | 17 916  | 7,56  | Azione - Italia Viva - Calenda        | 17 916  | 7,56  |
|                                           | Alessandro Ferro            | 17 087  | 7,21  | Movimento 5 Stelle                    | 17 087  | 7,21  |
|                                           | Lorenza Citeroni            | 5 944   | 2,51  | Italexit                              | 5 944   | 2,51  |
|                                           | Domenico D'amico            | 4 277   | 1,80  | Vita                                  | 4 277   | 1,80  |
|                                           | Cesare Serratore            | 2 518   | 1,06  | Italia Sovrana e Popolare             | 2 518   | 1,06  |
|                                           | Marco Simionato             | 2 394   | 1,01  | Unione Popolare                       | 2 394   | 1,01  |
|                                           | Maria Novella Espen         | 888     | 0,37  | Alternativa per l'Italia (PdF - Exit) | 888     | 0,37  |
| Totale                                    | Totale                      | 237 031 | 100   |                                       | 237 031 | 100   |
|                                           |                             |         |       |                                       |         |       |
| Schede bianche                            | Schede bianche              | 3 169   | 1,28  |                                       |         |       |
| Schede nulle                              | Schede nulle                | 8 276   | 3,33  |                                       |         |       |
| Votanti                                   | Votanti                     | 248 476 | 68,86 |                                       |         |       |
| Elettori                                  | Elettori                    | 360 844 |       |                                       |         |       |